# Universal Avionics Systems Corporation
Universal Avionics Systems Corporation (UASC) – amerykańskie przedsiębiorstwo produkujące systemy sterowania lotem FMS i inne elementy awioniki dla samolotów wykorzystywanych w lotnictwie pasażerskim (m.in. systemy TAWS). Universal Avionics, założone  w 1981 roku przez Huberta L. Naimera i działające na rynku międzynarodowym, ma przedstawicielstwa w stanach Arizona, Kansas, Waszyngton, Georgia oraz w Szwajcarii na terenie Europy. Siedziba firmy mieści się w Tucson w Arizonie, a prezesem i dyrektorem generalnym jest Joachim (Ted) L. Naimer.